# Station Pasym
Station Pasym is een spoorwegstation in de Poolse plaats Pasym.